# Фридрих II фон Пфирт
Фридрих II фон Пфирт (на немски: Friedrich II von Pfirt, на френски: Frederic II de Ferrette; † 25 януари 1234, убит) от Дом Скарпон, е граф на Пфирт/Ферете (1194) в Елзас.

## Произход
Той е син на граф Лудвиг I фон Пфирт († ок. 1190) и Рихенца фон Хабсбург († 1180), дъщеря на Вернер II фон Хабсбург († 1167) и Ита графиня фон Щаркенберг (в Тирол). Внук е на Фридрих I фон Пфирт-Алткирх († ок. 1160) и Стефани дьо Водемонт. Правнук е на граф Дитрих от Мусон († 1105) и Ерментруда Бургундска († 1105), наследничка на Графство Монбеляр. Брат му Улрих фон Пфирт е убит през 1197 г.

## Фамилия
Първи брак: с фон Егисхайм. Те имат две дъщери:
- Алгеарде (Аделхайд, Аликс) фон Пфирт († сл. 1282), омъжена сл. 15 май 1226 г. за граф	Дитрих III фон Момпелгард/Монбеляр († 1283) (Дом Скарпон)
- Агнес фон Пфирт († декември 1272), омъжена пр. 1227 г. за граф Фридрих (Фери) фон Тул († 1250)

Втори брак: пр. 1215 г. с Хайлвиг фон Урах († сл. 1262), дъщеря на граф Егон V фон Урах „Брадатия“ († 1230) и графиня Агнес фон Церинген († 1239). Те имат децата:
- Улрих II фон Пфирт († 1 февруари 1275), херцог на Елзас, господар на Флоримонт, граф на Пфирт (1227), женен I. за дьо Белвоар († пр. 1256), II. сл. 1256 г. за Агнес дьо Верги († септември 1268)
- Хайлвиг фон Пфирт († пр. 10 януари 1247), омъжена за граф Конрад фон Хорбург († сл. 1259)
- Лудвиг III фон Пфирт († сл. 20 август 1236 в Риети, Италия), граф на Пфирт (1227), женен за жена († сл. 16 юни 1237)
- Бертхолд фон Пфирт († 10 декември 1262), епископ на Базел (1248 – 1262)
- Албрехт/Адалберт фон Пфирт († сл. 1251), фогт на Мазмюнстер 1241, женен за графиня дьо Шалонс от Бургундия
- Стефани фон Пфирт († сл. 29 юли 1235), монахиня в Унтерлинден, Колмар
- Анна фон Пфирт, абатиса на Зекен (1260 – 1273)